# アセトフェノン
アセトフェノン（英: acetophenone）は、芳香族ケトンに分類される有機化合物の一種である。この名称は慣用名であり、IUPAC命名法では、その構造を 1-フェニルエタノン（英: 1-phenylethanone）と表す。無色の液体であるが融点が室温に近く、低温では白色板状結晶、または結晶塊となる。ベンズアルデヒドに似た芳香を呈し、希釈するとホーソンやオレンジの花のような香りとなる。

## 合成
ベンゼンと、塩化アセチルあるいは無水酢酸とを、塩化アルミニウムなどのルイス酸を用いたフリーデル・クラフツ反応の条件下で縮合させると、アセトフェノンが得られる。意図しない発生源としては、エチレン酢酸ビニル発泡体製造時において、架橋剤の過酸化ジクミルを使用した際に2-フェニル-2-プロパノールとともに副生成物として生じることがある。

## 反応
アセトフェノンは、還元、水素化、酸化、求核的付加、アルドール反応 など、ケトンに特徴的な多くの反応の基質となる。アルドール反応（クライゼン・シュミット縮合）の一例としてカルコンの合成を挙げる。

### 光化学的性質
光励起状態の中で、3nπ*励起状態（n→π*励起されたジラジカル体で、三重項のもの）が、1nπ*励起状態（同様に一重項のもの）や3ππ*励起状態よりも安定であるため、アセトフェノンが、n→π*励起を受けた場合は、速やかに3nπ*励起状態に変化し、一定の寿命で存在する。その性質から、増感剤 (photosensitizer) として利用される。

## 用途
石鹸や洗剤などの安価な工業用調合香料、セルロースやエステル、樹脂などの溶媒、医薬品などの合成原料として使用される。明治時代の精神科の医療現場では「ヒプノン」の名称で催眠剤として使用された記録が残る。
アセトフェノンの誘導体には催涙剤のクロロアセトフェノンや、抗真菌活性を持つ2',6'-ジヒドロキシ-4'-メトキシアセトフェノンなどがある。